# ۱۹۷۱

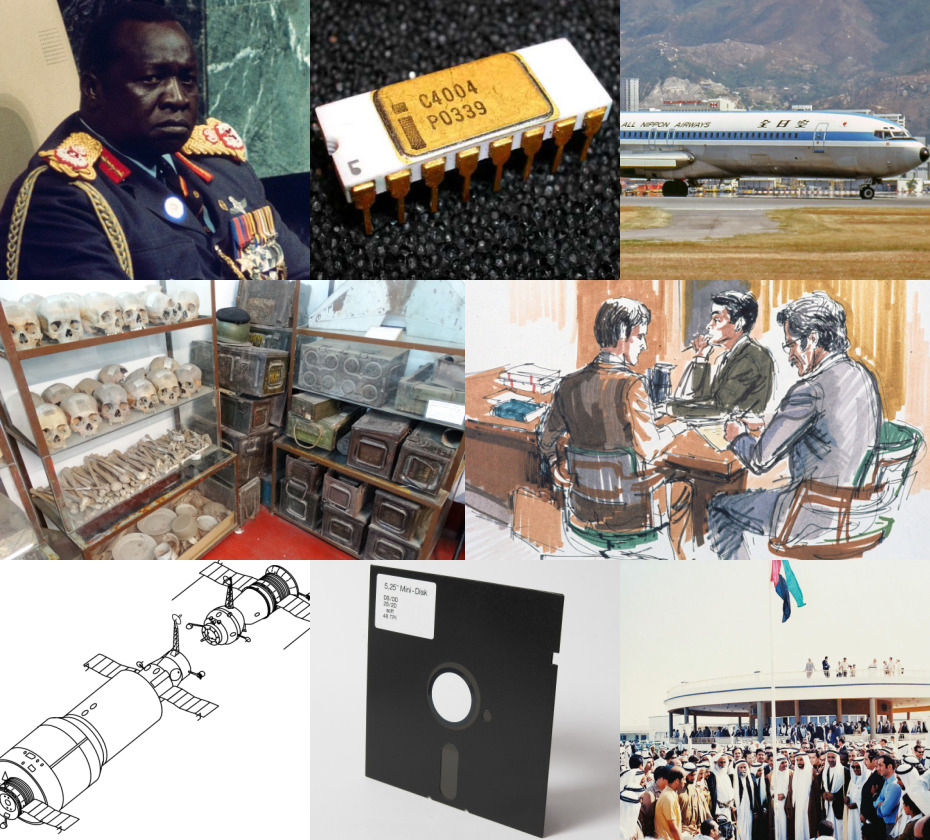

سال ۱۹۷۱ (هزار و نهصد و هفتاد و یک) میلادی، یکی از سالهای دهه ۱۹۷۰ در سده ۲۰ میلادی بود. بر اساس تقویم گریگوری سال مذکور یک سال عادی با ۳۶۵ روز بود. در تقویم هجری شمسی سال ۱۹۷۱ از دی ۱۳۴۹ شروع شد و در دیماه ۱۳۵۰ خاتمه یافت.

## نامگذاری‌ها
در سالنامه چینی این سال سال خوک نام گرفته‌است.

## زادروزها
- ۳۱ ژانویه - لی یونگ ئه، بازیگر مشهور کره جنوبی
- ۲۵ فوریه - شون آستین بازیگر ٫کارگردان آمریکایی
- ۲۴ آوریل - آلخاندرو فرناندس، خواننده مکزیکی
- ۷ ژانویه – جرمی رنر، بازیگر آمریکایی
- ۱۱ ژانویه – مری جی. بلایژ، خواننده-ترانه‌سرا، بازیگر، خواننده، و آهنگساز آمریکایی
- ۱۵ ژانویه – رجینا کینگ، بازیگر آمریکایی
- ۱۷ ژانویه – کید راک، خواننده، موسیقی‌دان، گیتاریست، و خواننده-ترانه‌سرا آمریکایی
- ۱۱ فوریه – دامیان لوئیس، تهیه‌کننده و بازیگر بریتانیایی
- ۱۷ فوریه – دنیس ریچاردز، بازیگر و مدل آمریکایی
- ۱۹ فوریه – گیل شاهام، موسیقی‌دان آمریکایی
- ۲ مارس – متد من، بازیگر و موسیقی‌دان آمریکایی
- ۱۱ مارس – جانی ناکسویل، بازیگر آمریکایی
- ۱۴ مه – سوفیا کوپولا، فیلمنامه‌نویس، بازیگر، و کارگردان آمریکایی
- ۲۸ مه – مانوئل بلتران، دوچرخه‌سوار اهل اسپانیا
- ۳۰ مه – آدینا منزل، بازیگر، خواننده، و آهنگساز آمریکایی
- ۱۶ ژوئن – توپاک شکور، رپر آمریکایی
- ۱۷ ژوئن – پائولینا روبیو، بازیگر و خواننده اسپانیایی
- ۳ ژوئیه – جولین آسانژ، ژورنالیست استرالیایی
- ۱۶ ژوئیه – کوری فلدمن، تهیه‌کننده و بازیگر آمریکایی
- ۱۸ ژوئیه – پنی هارداوی، بازیکن بسکتبال و ورزشکار آمریکایی
- ۱۹ ژوئیه – ویتالی کلیچکو، بوکسور و سیاست‌مدار اوکراینی
- ۲۰ ژوئیه – ساندرا اوه، صداپیشه و بازیگر کانادایی
- ۲۸ اوت – جانت اوانز، شناگر و ورزشکار آمریکایی
- ۲۹ اوت – کارلا گوگینو، بازیگر آمریکایی
- ۱ سپتامبر – هاکان شوکور، بازیکن فوتبال اهل ترکیه
- ۶ سپتامبر – دلارس اریوردن، موسیقی‌دان و خواننده ایرلندی
- ۱۶ سپتامبر – امی پولر، تهیه‌کننده، فیلمنامه‌نویس، و بازیگر آمریکایی
- ۲۰ سپتامبر – هنریک لارشون، بازیکن فوتبال سوئدی
- ۲۱ سپتامبر – لوک ویلسون، بازیگر آمریکایی
- ۳ اکتبر – کوین ریچاردسون (موسیقی دان)، خواننده آمریکایی
- ۱۷ اکتبر – کریس کریکپاتریک، خواننده آمریکایی
- ۱۷ اکتبر امینم، رپر آمریکایی
- ۲۹ اکتبر – وینونا رایدر، تهیه‌کننده، صداپیشه، و بازیگر آمریکایی
- ۳ نوامبر – دیلن مورن، بازیگر ایرلندی
- ۴ نوامبر – تابو (بازیگر)، بازیگر هندی
- ۹ نوامبر – بیگ پان، موسیقی‌دان آمریکایی (د. ۲۰۰۰)
- ۱۰ نوامبر – نیکی کریمی، بازیگر سینمای ایران
- ۱۶ نوامبر – الکساندر پوپوف، شناگر و سیاست‌مدار روسی
- ۱۷ نوامبر – مایکل آدامز (شطرنج‌باز)، بازیکن شطرنج بریتانیایی
- ۱۸ نوامبر – اوزلم تکین، خواننده اهل ترکیه
- ۲۳ نوامبر – کریس هاردویک، بازیگر آمریکایی
- ۵ دسامبر – کالی روخا، بازیگر آمریکایی
- ۸ دسامبر – عبدالله ارجان، بازیکن فوتبال اهل ترکیه
- ۱۸ دسامبر – آرانچا سانچز ویکاریو، بازیکن تنیس و ورزشکار اسپانیایی

## رویدادها
- ۱۵ ژانویه - افتتاح سد اسوان بر روی رود نیل در مصر.
- ۱۷ فوریه - دادن حق رای به زنان در سوئیس.
- ۱۲ مارس - حافظ اسد رئیس‌جمهور سوریه شد.
- ۱۵ اوت - استقلال بحرین از بریتانیا
- ۱۲ اکتبر تا ۱۶ اکتبر - آغاز جشن‌های ۲۵۰۰ ساله شاهنشاهی ایران
- ۲ دسامبر _ پایه‌گذاری کشور امارات متحده عربی.
- پایان ساخت برج آزادی
- ۱۵ ژوئن: تولید نفت برای نخستین بار از میدان‌های نفتی نروژ.

## درگذشت‌ها
- ۱۵ ژانویه – جان دال، بازیگر آمریکایی (ز. ۱۹۱۸)
- ۲۴ ژانویه _ بیل ویلسون، موسس انجمن الکلی های گمنام(ز.۱۸۹۵)
- ۷ فوریه – دوگلاس کادوالادر، گلف‌باز اهل ایالات متحده آمریکا (ز. ۱۸۸۴)
- ۲۵ فوریه – تئودور سودبرگ، شیمی‌دان سوئدی (ز. ۱۸۸۴)
- ۱۲ آوریل – ایگور یوگنیویچ تام، فیزیک‌دان روسی (ز. ۱۸۹۵)
- ۴ ژوئن – گیورگ لوکاچ، سیاست‌مدار، نویسنده، و فیلسوف اهل مجارستان (ز. ۱۸۸۵)
- ۳ ژوئیه – جیم موریسون، خواننده-ترانه‌سرا، نویسنده، آهنگساز، موسیقی‌دان، بازیگر، کارگردان، و خواننده آمریکایی (ز. ۱۹۴۳)
- ۲۳ ژوئیه – وان هفلین، بازیگر آمریکایی (ز. ۱۹۱۰)
- ۲۶ ژوئیه – دیان آربوس، عکاس آمریکایی (ز. ۱۹۲۳)
- ۷ سپتامبر – اسپرینگ باینگتون، بازیگر آمریکایی (ز. ۱۸۸۶)
- ۱۰ سپتامبر – پیر آنجلی، بازیگر ایتالیایی (ز. ۱۹۳۲)
- ۱۲ سپتامبر – لین بیائو، سیاست‌مدار چینی (ز. ۱۹۰۷)
- ۲۰ سپتامبر – گیورگوس سفریس، شاعر و دیپلمات یونانی (ز. ۱۹۰۰)
- ۲۵ سپتامبر – هیگو بلک، قاضی، وکیل، و سیاست‌مدار آمریکایی (ز. ۱۸۸۶)
- ۳ اکتبر – لیه بیرد، تهیه‌کننده، فیلمنامه‌نویس، و بازیگر آمریکایی (ز. ۱۸۸۳)
- ۱۱ اکتبر – چستر کانکلین، بازیگر آمریکایی (ز. ۱۸۸۶)
- ۱۹ اکتبر – بتی برانسون، بازیگر آمریکایی (ز. ۱۹۰۶)
- ۲۱ اکتبر – ریموند هاتون، بازیگر آمریکایی (ز. ۱۸۸۷)
- ۲ نوامبر – مارتا ویکرز، بازیگر آمریکایی (ز. ۱۹۲۵)
- ۲۵ نوامبر – هانک مان، فیلمنامه‌نویس، بازیگر، و کارگردان آمریکایی (ز. ۱۸۸۸)
- ۱۳ دسامبر – گوتهارد هاینریکی، سرباز آلمانی (ز. ۱۸۸۶)
- ۲۶ دسامبر – رابرت لووری (هنرپیشه)، بازیگر آمریکایی (ز. ۱۹۱۳)
- ۲۹ دسامبر – استارت هولمز، بازیگر آمریکایی (ز. ۱۸۸۴)